# Област Атабаска
Област Атабаска (енгл. District of Athabasca) је био регионални административни округ канадских северозападних територија. Формиран је 1882. године, касније је проширен, а затим укинут стварањем провинција Саскачеван (његов централно-источни део) и Алберта (западни део) 1905. године. Најисточнији део је сада унутар Манитобе.

## Границе
Северна граница области Атабаска била је садашња јужна граница северозападних територија, а западни део се састајао са границом Британске Колумбије. А од 1882. године обухвата већи део северног дела данашње провинције Алберта.
Године 1895. област је проширена на исток како би укључила северни део данашње провинције Саскачеван и део северозападне данашње Манитобе, а јужна граница је померена на север.

## Општи подаци на крају 19. века
Атабаска, округ - округ на северозападним територијама Британске Канаде (Доминион ов Канада), издвојен у независну целину 1882. године, лежи између 55 и 60° северно. лат. и 111° 30' и 120° западно. дужност. (од Гринича), граничи се на југу са округом Алберта, на западу са провинцијом Британска Колумбија; северни део њене источне граничне форме: доњи ток реке Атабаска, западни угао језера Атабаска и тече од последње реке Слејв до 60° северне географске ширине. притока Слејв ривера (енгл. Slave River) — Мир (река) (енгл. Peace River) пресеца округ у правцу од југозапада ка североистоку, источни део округа наводњава река Атабаска, а њен северозападни део је река Хеј (Хеј; енгл. Hay River), улива се у Велико ропско језеро, од насеља постоје утврде Асинибојн, уз леву обалу реке Атабаска и Форт Вермилион (енгл. Fort Vermilion) — уз леву обалу Мирне реке. Округ покрива површину од 723.200 квадратних км.